# Pheugopedius spadix
El cucarachero cabecigrís (Pheugopedius spadix) es una especie de ave paseriforme de la familia Troglodytidae endémica de Colombia y Panamá. 

## Distibución y hábitat
Se encuentra únicamente en el oeste de Colombia y el sur de Panamá. Su hábitat natural son los bosques húmedos tropicales de montaña.